# Still (Joy Division)
Still è una raccolta del gruppo musicale inglese Joy Division pubblicato, l'8 ottobre 1981, dalla Factory Records.

## Il disco
Uscito postumo, dopo la morte del cantante Ian Curtis e lo scioglimento della band, il disco è costituito da materiale in studio già edito in precedenza, da alcuni inediti e da una registrazione dal vivo dell'ultimo concerto della band presso l'Università di Birmingham.
Uscito in edizione vinile, doppio 33 giri, l'album raggiunse la posizione numero cinque nella classifica inglese degli album più venduti.
Nel 2007 il disco è stato nuovamente pubblicato in doppio CD e, nel secondo disco, è stato inserito un concerto della band tenutosi all'High Wycombe Town Hall.
Tutti i brani dal vivo erano già stati pubblicati della band ad eccezione di Ceremony, all'epoca inedito e successivamente registrato dai New Order e pubblicato come loro primo singolo. Twenty Four Hours è presente solo nelle edizioni in vinile, mentre non compare in nessuna delle ristampe in compact disc.

## Tracce

### Lato 1
1. Exercise One - 3:06
2. Ice Age - 2:24
3. The Sound of Music - 3:55
4. Glass - 3:56
5. The Only Mistake - 4:17

### Lato 2
1. Walked in Line - 2:47
2. The Kill - 2:15
3. Something Must Break - 2:48
4. Dead Souls - 4:53
5. Sister Ray (live) (John Cale, Sterling Morrison, Lou Reed, Maureen Tucker) - 7:36

### Lato 3
1. Ceremony (live) - 3:50
2. Shadowplay (live) - 3:57
3. Means To An End (live) - 4:01
4. Passover (live) - 5:10
5. New Dawn Fades (live) - 4:01
6. Twenty Four Hours (live) - 4:00

### Lato 4
1. Transmission (live) - 3:40
2. Disorder (live) - 3:24
3. Isolation (live) - 3:05
4. Decades (live) - 5:47
5. Digital (live) - 3:52